# Angela Milne
Angela Michelle Milne (* etwa 1970/71) ist eine ehemalige Triathletin aus Australien und Ironman-Siegerin (2005).

## Werdegang
Angela Milne war in der Jugend im Laufsport aktiv und sie studierte in der Hafenstadt Fremantle an der University of Notre Dame Australia.
Sie startete 1989 bei ihrem ersten Triathlon. Im Oktober 1994 wurde sie Zehnte beim Ironman Hawaii (Ironman World Championships). Im September 1997 wurde sie in Spanien im dreiköpfigen australischen Team ITU-Weltmeisterin Duathlon (mit Clare Carney und Michelle Dillon); in der Einzelwertung belegte sie den 16. Rang.
2003 gewann sie im Duathlon den „Powerman Malaysia“ (11 km Laufen, 64 km Radfahren und 10 km Laufen).
2005 wurde Milne an der Westküste Australiens in Busselton Siegerin über die Ironman-Distanz (3,86 km Schwimmen, 180,2 km Radfahren und 42,195 km Laufen).
Im Dezember 2006 erklärte  sie ihre aktive Karriere für beendet.
2010 ging erneut auf der Ironman-Distanz an den Start und konnte sich für den Ironman Hawaii qualifizieren, wo sie den 13. Rang in der Altersklasse 40–44 Jahre belegte.

## Sportliche Erfolge
| Datum/Jahr    | Rang | Wettbewerb                      | Austragungsort | Zeit     | Bemerkung                            |
| ------------- | ---- | ------------------------------- | -------------- | -------- | ------------------------------------ |
| 2008          | 1    | Karri Valley Triathlon          | Pemberton      | 01:46:28 |                                      |
| 2006          | 1    | Busselton Half Ironman          | Busselton      | 04:27:11 |                                      |
| 2005          | 2    | Busselton Half Ironman          | Busselton      |          |                                      |
| 15. Dez. 2002 | 1    | Canberra Half Ironman Triathlon | Canberra       | 04:47:20 | [ 3 ]                                |
| 3. Nov. 1996  | 15   | ITU Triathlon World Cup         | Noosa          | 02:05:38 | hinter der Siegerin Carol Montgomery |

| Datum/Jahr    | Rang | Wettbewerb                | Austragungsort   | Zeit     | Bemerkung                                    |
| ------------- | ---- | ------------------------- | ---------------- | -------- | -------------------------------------------- |
| 9. Okt. 2010  | 133  | Ironman Hawaii            | Hawaii           | 10:52:47 | 13. Rang bei den Frauen 40–44 Jahre          |
| 28. März 2010 | 14   | Ironman Australia         | Port Macquarie   | 10:41:14 |                                              |
| 3. Dez. 2006  | DNF  | Ironman Western Australia | Busselton        | –        |                                              |
| 3. Mai 2006   | 3    | Ironman Japan             | Gotō-Inseln      | 10:10:18 |                                              |
| 27. Nov. 2005 | 1    | Ironman Western Australia | Busselton        | 09:31:32 | persönliche Bestzeit auf der Ironman-Distanz |
| 25. Mai 2002  | 4    | Ironman Lanzarote         | Playa del Carmen | 10:50:22 |                                              |
| 5. Aug. 2001  | 2    | Ironman Switzerland       | Zürich           | 09:57:46 | Zweite hinter der Deutschen Silvia Vaupel    |
| 9. Apr. 1995  | 4    | Ironman Australia         | Forster          | 10:09:11 | Siegerin in der Altersklasse 18–24           |
| 15. Okt. 1994 | 10   | Ironman Hawaii            | Hawaii           | 10:02:31 |                                              |
| 17. Apr. 1994 | 4    | Ironman Australia         | Forster          | 09:44    |                                              |

| Datum/Jahr    | Rang | Wettbewerb                           | Austragungsort | Zeit     | Bemerkung                                                         |
| ------------- | ---- | ------------------------------------ | -------------- | -------- | ----------------------------------------------------------------- |
| 12. Okt. 2003 | 1    | Powerman Malaysia                    | Putrajaya      | 03:07:34 | [ 5 ]                                                             |
| 11. Sep. 2001 | DNF  | ITU Duathlon World Championships     | Rimini         | –        | Weltmeisterschaft auf der Duathlon-Kurzdistanz                    |
| 14. Sep. 1997 | 1    | ITU Duathlon World Championship Team | Gernika        | 06:20:21 | Team-Weltmeisterin Duathlon, mit Clare Carney und Michelle Dillon |

(DNF – Did Not Finish; DNS – Did Not Start)